# Nothoscordum entrerianum
Nothoscordum entrerianum är en amaryllisväxtart som beskrevs av Pierfelice Ravenna. Nothoscordum entrerianum ingår i släktet vaniljlökar, och familjen amaryllisväxter. Inga underarter finns listade i Catalogue of Life.